# 格卢达-伦尼杰铁路
格卢达-伦尼杰铁路是一条长60（37英里），轨距为1,524毫米（5英尺）的铁路。该铁路线建于19世纪，用于连接拉脱维亚城市叶尔加瓦和立陶宛城市马热伊基艾。